# WNBA All-Star Game
Women's National Basketball Association All-Star Game – towarzyski mecz gwiazd amerykańskiej ligi żeńskiej  koszykówki Women’s National Basketball Association (WNBA), rozgrywany corocznie od 1999, o ile w danym roku nie odbywają się igrzyska olimpijskie.

## Struktura
Obie drużyny składają się z 12 zawodniczek, rozgrywających w danym sezonie swoje najlepsze rozgrywki. Składu podstawowe oby drużyn są wyłanianie poprzez internetowe głosowanie fanów. Reszta zawodniczek jest wybierana przez głosowanie trenerów oraz przedstawicieli mediów. Na końcu każdego spotkania jest wyłaniana jego najlepsza zawodniczka na podstawie głosowania przedstawicieli mediów.

## Historia
Z powodu igrzysk spotkanie nie odbyło się w 2004, 2008, 2012, 2016 i nie odbędzie się także w 2020.
W 2004, w ramach przygotowań do igrzysk rozegrano spotkanie pod nazwą – The Game at Radio City, podczas którego zmierzyły się zespoły kadry USA oraz największych gwiazd ligi WNBA. W 2010 rozegrano na tej samej zasadzie mecz Stars at the Sun.
Najwięcej razy tytuł najbardziej wartościowej zawodniczki spotkania otrzymały Lisa Leslie oraz Maya Moore – obie trzykrotnie. Pięciokrotnie zawodniczka Los Angeles Sparks otrzymywała nagrodę MVP, co jest rekordem imprezy.
Bilans spotkań w konwencji Wschód – Zachód wynosi 10–4.
Od 2018 zespoły noszą nazwy swoich kapitanów.

## All-Star
- (x) – cyfra w nawiasie przy zawodniczce oznacza kolejny tytuł MVP dla tej samej koszykarki, natomiast przy nazwie klubu, kolejny tytuł MVP dla zawodniczki tego samego klubu.
- (OT) – oznacza dogrywkę

| Sezon | Wynik | Hala | Miasto | MVP |
| ----- | --- | --- | --- | --- |
| 1999  | Zachód 79, Wschód 61 | Madison Square Garden | Nowy Jork | Lisa Leslie, Los Angeles Sparks |
| 2000  | Zachód 73, Wschód 61 | America West Arena | Phoenix, Arizona | Tina Thompson, Houston Comets |
| 2001  | Zachód 80, Wschód 72 | TD Waterhouse Centre | Orlando, Florida | Lisa Leslie (2), Los Angeles Sparks (2) |
| 2002  | Zachód 81, Wschód 76 | MCI Center | Waszyngton, D.C. | Lisa Leslie (3), Los Angeles Sparks (3) |
| 2003  | Zachód 84, Wschód 75 | Madison Square Garden (2) | Nowy Jork (2) | Nikki Teasley, Los Angeles Sparks (4) |
| 2004  | The Game at Radio City | The Game at Radio City | The Game at Radio City | The Game at Radio City |
| 2005  | Zachód 122, Wschód 99 | Mohegan Sun Arena | Uncasville, Connecticut | Sheryl Swoopes, Houston Comets (2) |
| 2006  | Wschód 98, Zachód 82 | Madison Square Garden (3) | Nowy Jork (3) | Katie Douglas, Connecticut Sun |
| 2007  | Wschód 103, Zachód 99 | Verizon Center | Waszyngton, D.C. (2) | Cheryl Ford, Detroit Shock |
| 2008  | Nie rozegrano spotkania z powodu igrzysk olimpijskich                                                                                                   | Nie rozegrano spotkania z powodu igrzysk olimpijskich                                                                                                   | Nie rozegrano spotkania z powodu igrzysk olimpijskich                                                                                                   | Nie rozegrano spotkania z powodu igrzysk olimpijskich                                                                                                   |
| 2009  | Zachód 130, Wschód 118 | Mohegan Sun Arena (2) | Uncasville, Connecticut (2) | Swin Cash, Seattle Storm |
| 2010  | Stars at the Sun | Stars at the Sun | Stars at the Sun | Stars at the Sun |
| 2011  | Wschód 118, Zachód 113 | AT&T Center | San Antonio, Teksas | Swin Cash (2), Seattle Storm (2) |
| 2012  | Nie rozegrano spotkania z powodu igrzysk olimpijskich                                                                                                   | Nie rozegrano spotkania z powodu igrzysk olimpijskich                                                                                                   | Nie rozegrano spotkania z powodu igrzysk olimpijskich                                                                                                   | Nie rozegrano spotkania z powodu igrzysk olimpijskich                                                                                                   |
| 2013  | Zachód 102, Wschód 98 | Mohegan Sun Arena (3) | Uncasville, Connecticut (3) | Candace Parker, Los Angeles Sparks (5) |
| 2014  | Wschód 125, Zachód 124 (OT) | US Airways Center (2) | Phoenix, Arizona (2) | Shoni Schimmel, Atlanta Dream |
| 2015  | Zachód 117, Wschód 112 | Mohegan Sun Arena (4) | Uncasville, Connecticut (4) | Maya Moore, Minnesota Lynx |
| 2016  | Nie rozegrano spotkania z powodu igrzysk olimpijskich.                                                                                                  | Nie rozegrano spotkania z powodu igrzysk olimpijskich.                                                                                                  | Nie rozegrano spotkania z powodu igrzysk olimpijskich.                                                                                                  | Nie rozegrano spotkania z powodu igrzysk olimpijskich.                                                                                                  |
| 2017  | Zachód 130, Wschód 121 | KeyArena | Seattle, Waszyngton | Maya Moore (2), Minnesota Lynx (2) |
| 2018  | Zespół Parker 119, Zespół Delle Donne 112 | Target Center | Minneapolis, Minnesota | Maya Moore (3), Minnesota Lynx (3) |
| 2019  | Team Wilson 129, Team Delle Donne 126 | Mandalay Bay Events Center | Las Vegas, Nevada | Erica Wheeler, Indiana Fever |
| 2020  | Nie planowano rozegrać meczu z powodu igrzysk olimpijskich, ale w rezultacie miała miejsce pandemia COVID-19 oraz wszelkie ograniczenia z nią związane. | Nie planowano rozegrać meczu z powodu igrzysk olimpijskich, ale w rezultacie miała miejsce pandemia COVID-19 oraz wszelkie ograniczenia z nią związane. | Nie planowano rozegrać meczu z powodu igrzysk olimpijskich, ale w rezultacie miała miejsce pandemia COVID-19 oraz wszelkie ograniczenia z nią związane. | Nie planowano rozegrać meczu z powodu igrzysk olimpijskich, ale w rezultacie miała miejsce pandemia COVID-19 oraz wszelkie ograniczenia z nią związane. |
| 2021  | Zespół WNBA 93, Zespół USA 85 | Michelob Ultra Arena (2) | Las Vegas, Nevada (2) | Arike Ogunbowale, Dallas Wings (2) |
| 2022  | Zespół Wilson 134, Zespół Stewart 112 | Wintrust Arena | Chicago, Illinois | Kelsey Plum, Las Vegas Aces |

- Pięć miast obecnych zespołów WNBA zostało wybranych na potencjalnych gospodarzy przyszłych spotkań gwiazd: Atlanta, Chicago, Dallas, Indianapolis i Los Angeles.